# Gianna Dior
Emily Katherine Correro alias Gianna Dior, née le 12 mai 1997 en Californie, est une actrice pornographique américaine. Elle a commencé sa carrière en mai 2018 à l’âge de 21 ans.

## Biographie

### Jeunesse
D'origine italiennes par ses parents tous deux militaires de carrière, Gianna Dior est née en Californie et a grandi à Andalusia dans l’état d’Alabama,. Elle a également deux frères et deux sœurs. Elle étudie la psychologie à l'l’université d’Auburn.
Avant de se lancer dans la pornographie, elle a été serveuse dans un restaurant de sushis et a été réceptionniste dans un cabinet d’ophtalmologie .

## Carrière
Utilisant la célèbre application de rencontre Tinder, Gianna Dior fait la connaissance d'un agent recruteur pour l'industrie du X travaillant à Miami. Celui-ci lui demande si elle a déjà songé à faire de la pornographie,. Sur sa r&pànse n&gative, l’agent lui propose de venir faire un essai pendant une semaine. Ce qu’elle accepte. À la suite de cet essai, elle choisit finalement de poursuivre dans cette voie.
Lors de son premier mois à Miami, Gianna Dior tourne une douzaine de scènes pour les studios BangBros, Mofos et PropertySex. Keiran Lee, acteur pornographique et réalisateur, la met en relation avec le célèbre Mark Spiegler, agent de stars du porno, dans le but de donner une autre dimension à l’actrice. Elle signe avec Spiegler à peine 3 mois après avoir commencé sa carrière.
Moins d’un mois après avoir rejoint les rangs de Mark Spiegler, elle reçoit de nombreuses réservations de tournage pour différents studios et acteurs. Parmi ces derniers, on peut citer : Jonni Darkko, Mike Adriano, Mick Blue/BAM Visions, PornPros, Babes, Kevin Moore, Wicked Pictures, New Sensations, Adam & Eve, Zero Tolerance, Elegant Angel, PervCity, Digital Playground, Pure Taboo, Lisa Ann, Amateur Allure et Brazzers.
A peine quelques mois après le début de sa carrière, elle est nommée « Mofos Girl Of The Month » du mois de septembre 2018 pour le site Mofos.com ainsi que Penthous Pet du même mois. À partir du mois d’octobre, elle commence à tourner ses premières scènes avec le studio spécialisé dans la pornographie lesbienne Girlsway dans un court-métrage intitulé Voyeur Stories : Driver’s Seat avec l'acteur Withney Wright. Au mois de novembre de la même année, elle connaît sa première nomination aux AVN Awards dans la catégorie Meilleure Scène de sexe en trio - Fille/Fille/Garçon avec Aidra Fox et Tony Rubino.
En 2019, Gianna Dior est élue « Cherry Of The Month » du mois de mars par le site Cherrypimps.com et, au mois de juin, elle est nommée « Penthouse Pet Of The Year » par le magazine Penthouse,. Elle est également désignée « Girls Of The Month » du mois d’octobre par le site Girlsway,. La même année, Dior fait partie du casting de Teenage Lesbian, film multi-récompensé, de Bree Mills avec Kristen Scott.
En 2020, elle obtient le premier titre majeur de sa carrière, à savoir l’AVN Award de la meilleure nouvelle starlette lors de la 37e cérémonie des AVN Awards. Elle est également lauréate du prix de la meilleure scène de sexe hétérosexuelle (avec Mick Blue). Cette performance n’avait plus été réalisé depuis Jenna Jameson en 1996.
Elle est mise en vedette en 2021 par le studio Vixen Media Group et par la réalisatrice Kayden Cross dans Psychosexual, un « film-vitrine » qui lui est dédiée. Se reposant sur une histoire inspirée de fait réels, le film est alors considéré comme le projet le plus personnel de sa carrière. Dotée d’un casting prestigieux, réunissant notamment des acteurs masculin renommée tel que Manuel Ferrara et Mick Blue, le film est un grand succès et remporte 7 prix au total dans les différentes cérémonies de récompenses de l’année 2022 dont le prix de la Meilleure Interprète dans un film-vitrine (Performer Showcase Of The Year) au XBIZ Awards.
En 2022, lors de la 39e cérémonie des AVN Awards, elle reçoit le très convoité AVN Award de l’interprète féminine de l’année ainsi que 3 autres prix,. La même année, elle remporte également le prix d’interprète féminine de l’année pour les XRCO Awards à égalité avec Emily Willis.

## Problèmes de santé
Fin mars 2021, Dior est partiellement paralysé en raison d'un déficit de vitamine B12 à l'origine de dommages à sa moelle épinière. Après 1 mois de rééducation et une cure de vitamine B12, son état a pu revenir à la normale,.

## Polémiques
Le mardi 12 octobre 2021, Emily Willis porte plainte pour diffamation contre ses collègues et actrices pornographiques Gianna Dior et Adria Rae, en les accusant d’avoir publié « de manière imprudente et malveillante » de fausses informations à son encontre sur leur compte Twitter respectifs. Le procès, déposé devant la cour supérieur de Los Angeles, allègue que les tweets en question étaient « destiné à nuire directement à la réputation professionnelle, aux commerces et aux affaires d’Emily Willis » et que Gianna Dior et Adria Rae, ainsi que 10 autres accusés également nommés dans le procès, ont agi « de manière délibéré, malveillante, oppressive et méprisable en toute connaissance de cause des effets néfastes de leurs actions » pour attaquer Emily Willis,.
L’origine du problème remonte au 27 août de cette année-là, lorsque Gianna Dior a commencé à attaquer Emily Willis sur Twitter en insinuant qu'Emily Willis avait participé à une vidéo dans laquelle elle aurait eu des relations sexuelles avec un chien dans une affaire présumée de zoophilie. Plus tard, en septembre, Emily Willis a affirmé que Adria Rae avait rejoint la diffamation présumée après avoir confronté Gianna Dior de l’avoir accusés dans un tweet du 22 septembre. Emily Willis a demandé au parquet une amende de 5 millions de dollars pour dommages professionnels et personnels, ainsi que pour atteinte à sa réputation,,.

## Récompenses

### 2020
AVN Awards :
- AVN Award de la meilleure nouvelle starlette
- Meilleure de scène hétérosexuelle (avec Mick Blue)

### 2021
AVN Awards :
- Meilleure scène de sexe oral dans Gianna Dior : Blowjob with Eye Contact

### 2022
AVN Awards :
- AVN Award de l’interprète féminine de l'année
- Meilleure scène de sexe anal dans Psychosexual
- Meilleure scène de sexe hétérosexuel dans Pshychosexual
- Meilleure scène de sexe en équipe dans Pshychosexual (avec Rob Piper et Jax Slayher)

### 2023
AVN Awards :
- Meilleure scène de sexe lesbien en groupe dans Close Up de Slayed avec Jill Kassidy et Natalia Nix.
- Meilleure scène de sexe lesbien dans Heat Wave de Slayed avec Vanna Bardot.
- Meilleure scène de sexe « tag-team » dans Gianna 4 You de Dorcel avec Mick Blue et Steve Holmes.